# Miniatura (escacs)
|  | Per a altres significats, vegeu «Miniatura». |

Una miniatura és una partida d'escacs resolta amb la victòria d'un dels dos bàndols, generalment en menys de vint jugades (vint-i-cinc per alguns autors). En sentit estricte, la miniatura implica que en les jugades establertes (vint, o vint-i-cinc com a molt), es produeix el mat, de manera que no seria miniatura una partida finalitzada per abandonament d'un dels jugadors abans de rebre mat. Això no obstant, de vegades també es consideren miniatures algunes partides destacades que han acabat en taules.

## Algunes miniatures destacables
- Mat del boig
- Mat del pastor
- Mat de Legal
- Partida de l'òpera